# Bhowali
Bhowali (hindi भवाली) – miasto w północnych Indiach w stanie Uttarakhand, na pogórzu Himalajów Małych.
Populacja miasta w 2001 roku wynosiła 5302 mieszkańców.